# هارولد بورنس (سياسي)
هارولد بورنس (بالإنجليزية: Harold Burns)‏ هو سياسي أمريكي، ولد في 4 ديسمبر 1926 في الولايات المتحدة، وتوفي في 24 مارس 2013 في نفس البلد. حزبياً، نشط في الحزب الجمهوري. وقد انتخب عضو مجلس ولاية نيوهامبشير.